# پنجره ملی خدمات دولت هوشمند

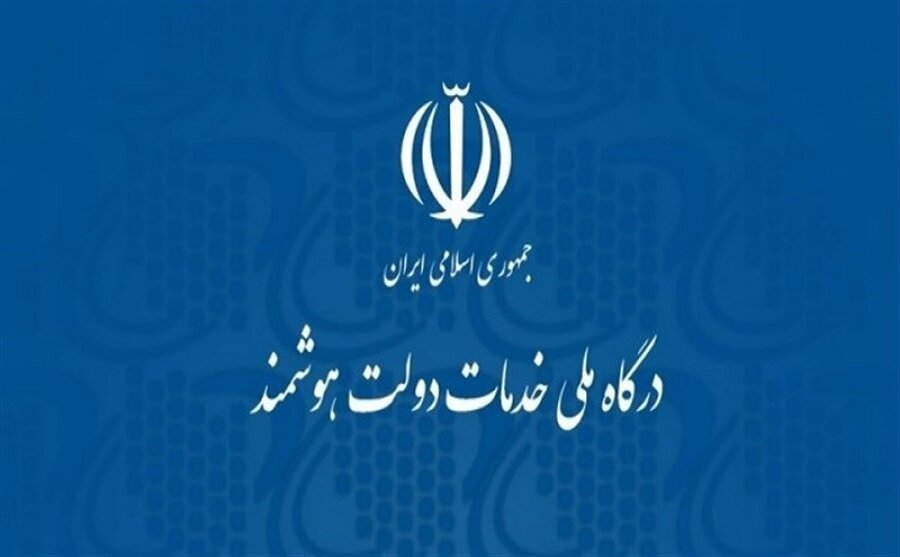
پنجره ملی خدمات دولت هوشمند

پنجره ملی خدمات دولت هوشمند در واقع درگاه وبگاه متعلق به کشور ایران می‌باشد. برای دسترسی به سامانه‌های آموزشی و تحصیلی بوده و افراد را برای استفاده از امکانات به صفحات سایر ادارات ارجاع می‌دهد. استفاده می‌کنند.
نمایندگان مجلس شورای اسلامی، مصوب نمودند که سازمان اداری و استخدامی کشور، وزارت ارتباطات و فناوری اطلاعات، دستگاه‌های اجرایی و نهادهای عمومی، به منظور ارائه خدمات دولت الکترونیکی و همچنین، کاهش مراجعات مردمی به دستگاه‌های اجرایی و نهادهای عمومی، تمامی اقدامات لازم را برای راه اندازی پنجره ملی خدمات دولت هوشمند و اتصال به شبکه، اعمال نمایند.